# Macropanelus karasuyamai
Macropanelus karasuyamai là một loài bọ cánh cứng trong họ Bọ hung (Scarabaeidae).